# Pharus mezii
Pharus mezii är en gräsart som beskrevs av Prodoehl. Pharus mezii ingår i släktet Pharus och familjen gräs. Inga underarter finns listade i Catalogue of Life.